# واندا كوشران
واندا كوشران (بالإنجليزية: Wanda Cochran)‏ هي مغنية أمريكية، ولدت في 29 مارس 1923، وتوفيت في 4 مارس 2008.

## وصلات خارجية
- واندا كوشران على موقع قاعدة بيانات برودواي على الإنترنت (الإنجليزية)